# Just Cause
Just Cause je počítačová hra viděna z pohledu třetí osoby. Za vývoj jsou zodpovědní Avalanche Studios, hru vydal Eidos Interactive. V Evropě se dostala na pulty obchodů 22. září 2006 (pro PC, Xbox, Xbox 360 a PlayStation 2), hráči v Severní Americe si jí mohli zakoupit až 26. září 2006. Plocha, kterou lze ve hře prozkoumat má přes 1000 km2 rozlohy a pro hráče je připraveno 21 příběhových a okolo 300 vedlejších úkolů.

## Příběh
Just Cause se odehrává na fiktivním karibském tropickém ostrově "San Esperito", kde hráč pracuje jako agent CIA Rico Rodriguez na svržení místního diktátora, který může mít i zbraně hromadného ničení. Příběh částečně vychází z invaze Spojených států do Panamy (operace Just Cause) za účelem odstranění vojenského vůdce Manuela Noriegy.

## Principy hry
Kouzlo hry spočívá převážně v rychlé akci po vzoru hollywoodských filmových trháků. Celý ostrov je volně přístupný a úkoly nejsou zadávány v pevném pořadí, což dává hráčům pocit volnosti, jako je tomu například v sérii GTA. Postava je schopna chodit, plavat, skákat, zacházet s různými zbraněmi i základního boje zblízka. Také je možno převzít kontrolu nad různými dopravními prostředky (až 89 modelů), včetně automobilů, lodí, letadel, helikoptér a motocyklů. Hlavní hrdina také s hráčovou pomocí dokáže provádět "kaskadérské kousky", jako je přeskakování z auta na auto za jízdy, nebo zaháknutí tažného lana za vozidlo, helikoptéru nebo člun a otevření padáku a spoustu dalších.

## Demo
Demoverze pro Xbox 360 byla vydána 26. srpna 2006 na Xbox Live. Demo pro PC bylo k dispozici exkluzivně na GameSpotu.

## Pokračování
V lednu 2007 bylo ve finanční zprávě Eidosu potvrzeno, že je ve vývoji pokračování s názvem Just Cause 2.